# 布里茨鎮區 (北卡羅萊納州羅伯遜縣)
布里茨鎮區（英語：Britts Township）是位於美國北卡羅萊納州羅伯遜縣的一個鎮區。

## 地方資料
布里茨鎮區的面積為68.37平方千米，皆為陸地。根據2020年美國人口普查的數據，當地共有人口3980人，而人口密度為每平方千米58.21人。